# Casimir Lefaucheux
Casimir Lefaucheux (Bonnétable, 26 gennaio 1802 – Parigi, 9 agosto 1852) è stato un inventore e armaiolo francese.
Ottenuto il suo primo brevetto nel 1827, riuscì a realizzare una pistola sportiva nel 1832. Casimir Lefaucheux è riconosciuto come l'inventore nel 1836 di uno dei primi ed efficienti sistemi di cartucce metalliche, seguendo il lavoro pioneristico di Jean Samuel Pauly tra il 1808 e il 1812: questo tipo di munizione, detta cartuccia a spillo, era costituito da un involucro di carta e da una pallottola di forma conica con innesco laterale tramite uno spillo di ottone.
A Lefaucheux si deve inoltre l'introduzione del principio della retrocarica.
Nel 1846 il sistema di Lefaucheux fu migliorato da M. Houiller, che introdusse una novità sulle cartucce metalliche; nel 1858 la pistola di Lefaucheux diventò il primo revolver a cartucce metalliche adottato da un governo nazionale.

## Galleria d'immagini

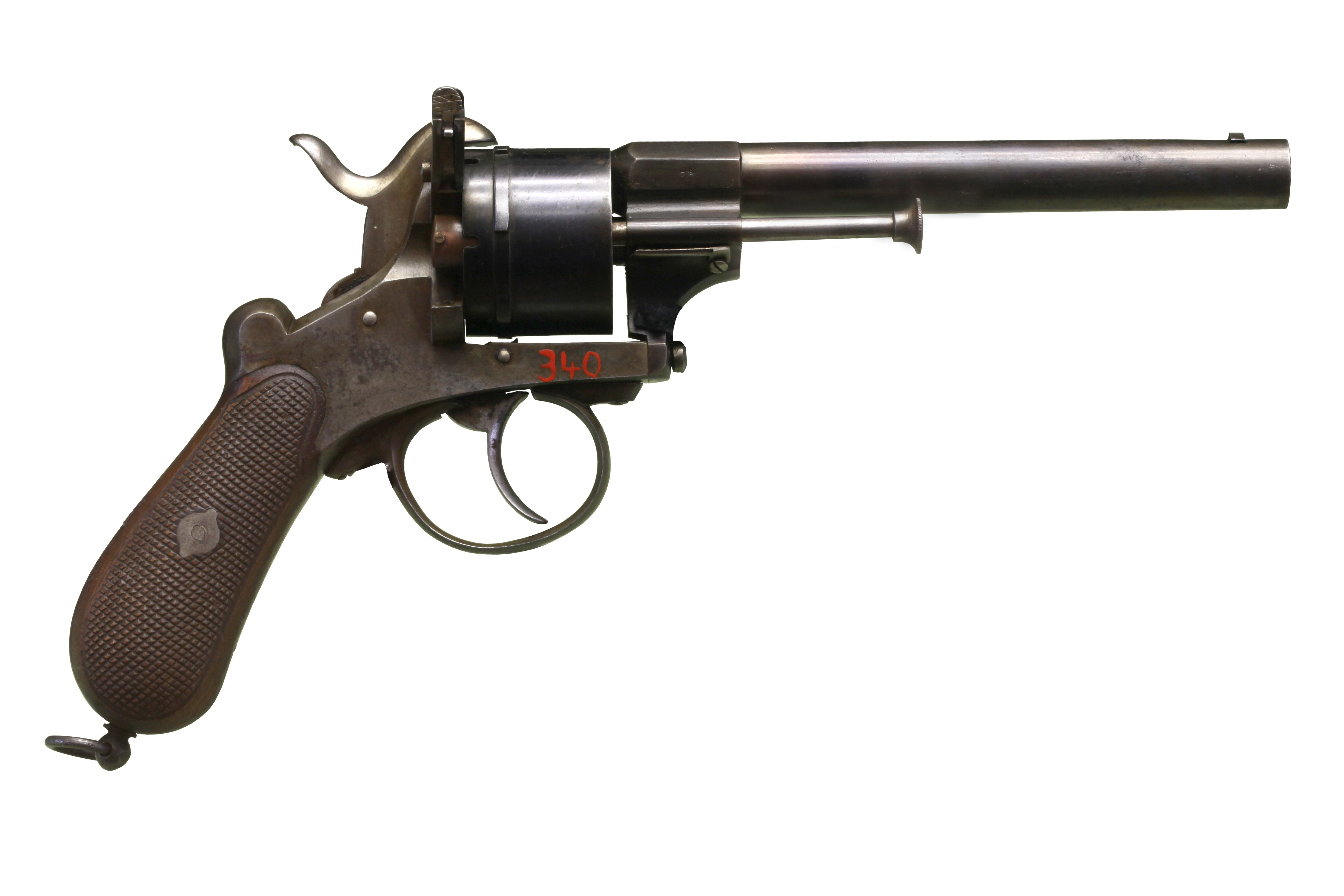
Una pistola belga, la Lefaucheux Mle 1858 (circa 1860-1865)
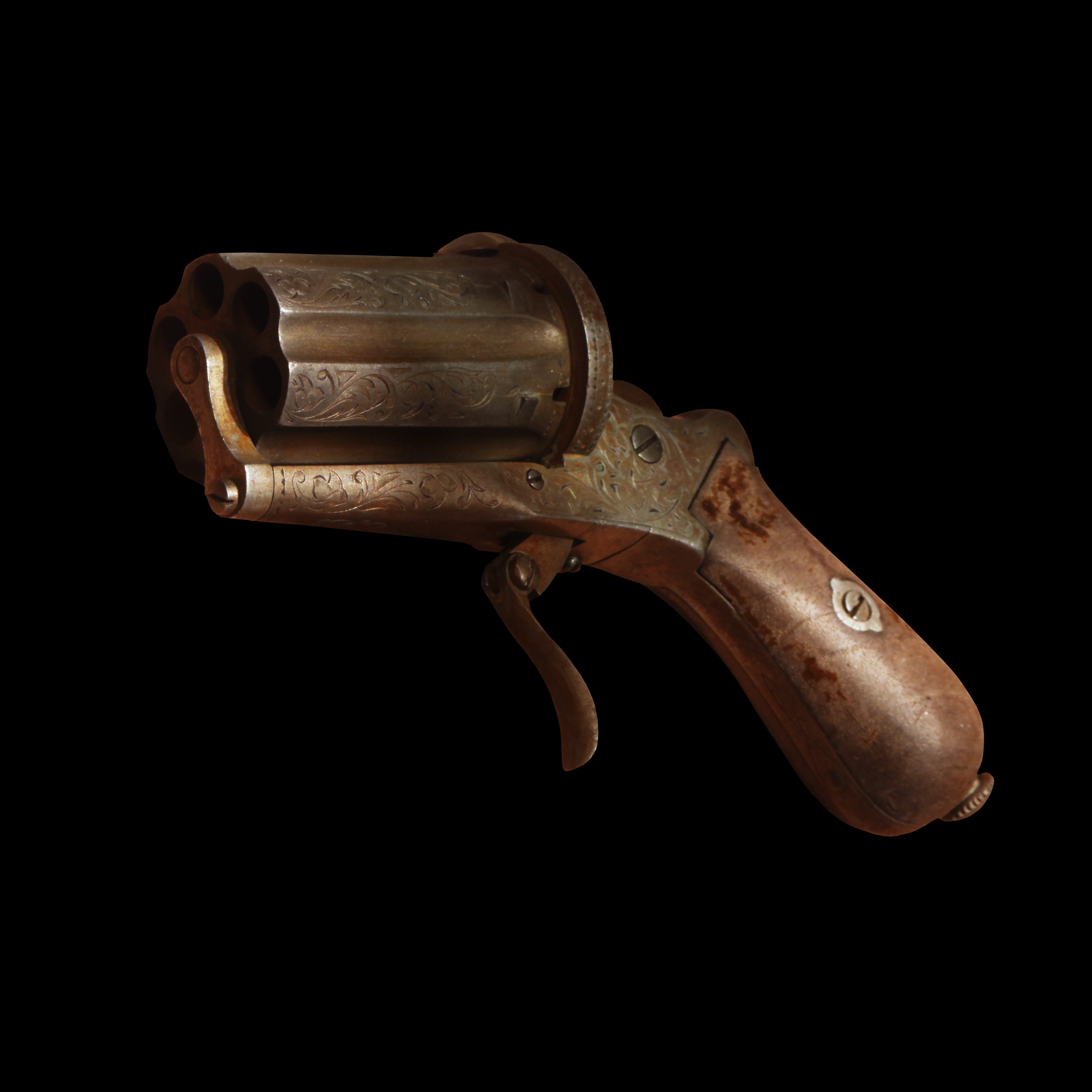
Pepper-box con sistema Lefaucheux
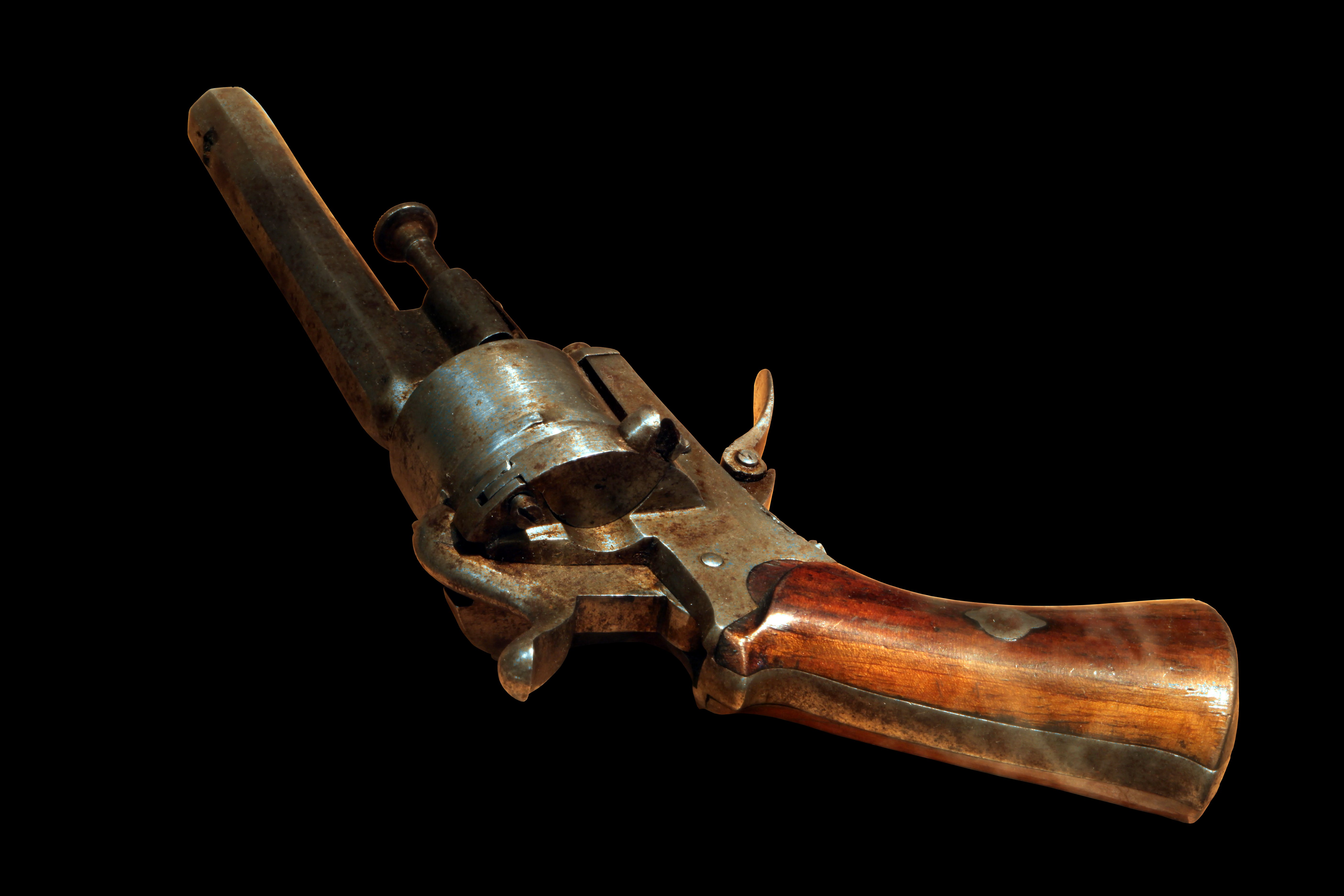
Revolver tascabile con sistema Lefaucheux